# Богохульство
Богоху́льство (от Бог и др.-рус хула, ст.-слав хѹла; греч. βλασφημία лат. blasphemia) — непочтительное использование имени Бога или богов, а также поношение любых объектов религиозного поклонения и почитания.
По иудейским, исламским и христианским  верованиям является грехом.
В разные периоды истории и у разных народов это понятие понималось по-разному и в различной степени преследовалось по закону.

## История

### Эллинское язычество
О богохульстве (βλασφημοῦντός) упоминает Платон в диалоге Алкивиад Второй. Он имеет в виду недолжное обращение к богам, когда молящийся в итоге вызывает гнев богов и получает зло на свою голову (150с).

### Иудаизм
Наказуемость богохульства по закону возникла в государственных системах, в которых были введены государственные боги и религии, например, в некоторых языческих государствах и в иудейской теократии. В них всё, что связано с религией, охранялось законом. Всякий виновный в посягательстве на религиозные святыни и, тем более, на бога государственной религии, должен был отвечать за это, как за государственное преступление. На этом отчасти была основана юридическая сторона направляемых против христиан гонений. Как особенно тяжкое преступление, по Закону Моисееву, подлежало для природного еврея и для чужеземца смертной казни, которая совершалась через побиение камнями. Иудеи считали, что Христос, называя себя Сыном Божьим, совершает акт богохульства (Мк. 14:64).

### Христианство
В христианстве крайним видом богохульства считается хула на Святого Духа, которая, в отличие от любой другой хулы, не прощается.. С распространением и утверждением христианства при слабом развитии юридических понятий в первые века нашей эры и громадном, не только нравственно-религиозном, но и политическом влиянии церкви, имело место полное смешение области права и религии, понятий преступного и греховного, от которого наука права и положительные законодательства смогли отказаться лишь к XIX веку. Богохульство из преступления государственного, каким оно признавалось в древнем мире, стало преступлением сугубо религиозным, подсудным исключительно духовному суду, который, в особенности на Западе, расширил понятие, подведя под него не только всякое неуважение к христианскому Богу и святым, но и неисполнение догматов и обрядов веры, колдовство и всевозможные суеверия (см., например, английский Акт о подавлении богохульства и нечестия. Виновному в богохульстве грозили серьёзнейшие наказания, часто пытки и мучительная казнь (см. Инквизиция и Аутодафе).

### Новое время
В кодексах XVIII века всё ещё встречаются преступления против бога, но позднее даже сторонники теологического направления в праве, отождествляющие область права и религии, вернулись к древнеримскому взгляду на богохульство, признав, что бог находится вне сферы человеческих отношений, недосягаем для преступных посягательств и не нуждается в защите земного правосудия; неисполнение же правил веры и обрядов вероисповедания не может быть предметом суждения светского суда, некомпетентного в оценке убеждений и требований совести. Кроме того, было признано, что принуждение к исполнению требований религии государственными наказаниями унижает, прежде всего, саму религию и ведёт к лицемерию и неверию. Уголовные законы могут и должны ограждать церковь как общество верующих, ограждать её мирное существование, закон может преследовать за оказание публичного неуважения к догматам и обрядам религии, так как этим нарушаются интересы и права личностей, может наказывать за нарушение благочиния в церквах и молитвенных домах, за препятствование свободного отправления богослужения и т. п., но во всех этих случаях объектом преступления будет не бог, вера или религия в целом, а отдельные верующие или церковь как учреждение, признанное и охраняемое государством.
Сыграл свою роль и процесс перехода большинства цивилизованных государств к светскому состоянию, в результате которого религиозные учреждения утратили в значительной мере рычаги воздействия на политическую и правовую систему государств.

## Богохульство в Российской империи
В законодательстве Российской империи под «богохулением» понималось посягательство на признаваемое христианской верой вообще и православной церковью в особенности божественным или священным, посягательство, проявляющееся в публичном выражении неуважения к догматам и обрядам христианской веры и православной церкви или порицании их.
Субъектом этого преступного деяния могло быть всякое лицо, объектом считались охраняемые правом «честь и уважение ко всему признаваемому божественным или священным христианскою верою вообще и православной церковью в особенности». По букве закона сюда относились: Единосущная Божественная Троица, Пречистая Дева Мария, Честный крест, бесплотные силы Небесные, Святые Угодники Божии, их изображения, Св. Писание, Св. Таинства и вообще религиозные догматы и обряды.
Так сурово закон подходил к богохульству только в отношении христианских, в особенности — православных святынь, боги и святыни прочих религий законом не оберегались. Публичное хуление мусульманином Бога (Аллаха) или тунгусом — Будды не признавалось богохульством в смысле законодательства. При этом ругательство над еврейской Библией в публичном собрании могло быть подведено под понятие богохульства, так как под выражением «Священное Писание» закон понимал всю христианскую Библию, а, следовательно, и Ветхий Завет тоже.
Хотя субъективной стороной богохульства признавался умысел «поколебать веру присутствующих или произвести соблазн», наказуемость не устранялась и в тех случаях, когда оно было совершено неумышленно и даже случайно, вообще без умысла оскорбить святыню, когда виновный не знал и не мог знать о преступности своего деяния.
Самым тяжким наказанием, а именно лишением всех прав состояния и ссылкой на каторжные работы на срок от 12—15 лет, закон грозил виновному в богохульстве, совершённом в церкви. За богохульство в ином публичном месте при многолюдном собрании виновный подвергался лишению всех прав состояния и ссылке на каторжные работы на время от 6—8 лет, а виновный в богохульстве, совершённом лишь при свидетелях, — лишению всех прав состояния и ссылке на поселение в отдалённейших местах Сибири. Неумышленное богохульство, совершённое по неразумению, невежеству или пьянству, наказывалось тюрьмой. За недонесение о богохульстве недоносители приговаривались к тюрьме или аресту.
Наказание за богохуление или порицание веры, совершённое посредством печатных или письменных, каким-либо образом распространяемых сочинений (ст.181 Уложения о наказаниях уголовных и исправительных), было ниже, чем за публичное богохуление и порицание веры, хотя печать, способная действовать на большое число людей и даже на последующие поколения, представляет собой гораздо более опасное средство совершения этого преступления, чем устное слово, действие которого ограничено сравнительно незначительным числом слушателей и вовсе не долговечно. Причина такой постановки наказуемости неизвестна, можно лишь предполагать, что законодатель, принимая во внимание весьма низкий уровень грамотности, особенно в простом народе, на момент появления этого закона, счёл печатную форму менее доступной широкому кругу людей, а также менее способной возбудить страсти толпы и вызвать беспорядок.

## Современность
В уголовных законах многих стран понятие «богохульство» было заменено на «оскорбление религиозных чувств», тяжесть наказания за которое существенно меньше, чем в былые времена за богохульство.
В июле 2015 года парламент Исландии отменил наказание за богохульство, действовавшее в стране с 1940 года. В Ирландии в 2010 году богохульство стало уголовным преступлением, за которое грозит штраф до 25 тыс. евро (сведений о привлечении к ответственности по этому составу преступления на 2017 год нет). В Финляндии за богохульство в 1966 году был осужден Ханну Салама.
В ряде стран богохульство до сих пор остаётся преступлением, за которое может быть назначено наказание вплоть до смертной казни. Так обстоит дело в исламских государствах. В исламе хула на Бога признаётся одним из тягчайших грехов (наряду с вероотступничеством), и по шариатскому праву она наказывается смертной казнью через побивание камнями. Большой резонанс в мире вызвал смертный приговор, вынесенный в 2010 г. в Пакистане за богохульство христианке Асие Норин.